# Gößnitz
Gößnitz è una città di 3 427 abitanti della Turingia, in Germania.
Appartiene al circondario dell'Altenburger Land. È sul fiume Pleiße.
Svolge il ruolo di "comune sussidiario" (Erfüllende Gemeinde) nei confronti dei comuni di Heyersdorf e Ponitz.